# Ванген им Алгој
Ванген им Алгој (њем. Wangen im Allgäu) град је у њемачкој савезној држави Баден-Виртемберг. Једно је од 39 општинских средишта округа Равенсбург. Према процјени из 2010. у граду је живјело 27.232 становника. Посједује регионалну шифру (AGS) 8436081.

## Географски и демографски подаци
Ванген им Алгој се налази у савезној држави Баден-Виртемберг у округу Равенсбург. Град се налази на надморској висини од 556 метара. Површина општине износи 101,3 km². У самом граду је, према процјени из 2010. године, живјело 27.232 становника. Просјечна густина становништва износи 269 становника/km².

## Међународна сарадња
| Мјесто | Држава    | Врста сарадње | Од    |
| ------ | --------- | ------------- | ----- |
| Прато  | Италија   | партнерство   | 1988. |
|        | Француска | партнерство   | 1980. |
| Извор  |           |               |       |